# 최덕종 (정치인)

최덕종(崔德綜, 1967년 6월 10일~)은 대한민국의 제7·8대 울산광역시 남구의원이다.

## 학력
- 부산대학교 경영학과 졸업

## 경력
- 2017. 8.~2018. 6. 더불어민주당 울산광역시당 대선공약실천단
- 2018. 7.~2022. 6. 제7대 울산광역시 남구의회 의원
- 2018. 7.~2020. 6. 제7대 울산광역시 남구의회 전반기 복지건설위원회 위원장
- 2020. 4. 격동초등학교 운영위원회 운영위원
- 2020. 7.~2022. 6. 제7대 울산광역시 남구의회 후반기 행정자치위원회 위원
- 2020. 7.~2022. 6. 제7대 울산광역시 남구의회 후반기 의회운영위원회 위원
- 2020. 11. 더불어민주당 참좋은지방정부위원회 정책자문위원
- 2020. 11.~2022. 9. 더불어민주당 울산광역시당 대변인
- 2021. 2. 국가균형발전위원회 국민소통특별위원회 위원
- 2023. 4.~ 제8대 울산광역시 남구의회 의원
  - 제8대 울산광역시 남구의회 행정자치위원회 위원

## 역대 선거 결과
|  | 49.36% |

|  | 26.75% |

|  | 50.60% |